# Joseph Mascolo
Pour les articles homonymes, voir Mascolo.
Joseph Mascolo (né le 13 mars 1929 à West Hartford (Connecticut) et mort le 8 décembre 2016 à Los Angeles (Californie)) est un acteur américain et un vétéran du soap opera.

## Biographie
Joseph Mascolo a commencé sa carrière d'acteur en 1961 avec au moins une apparition dans la série True Story. S'ensuivent plusieurs apparitions dans divers séries jusqu'en 1975 où il obtient un rôle récurrent pendant 1 an dans la série Bronk
Il a joué ensuite Carlos Alvarez dans Santa Barbara en 1985. C'est son 1er rôle dans un soap.
Joseph Mascolo est surtout plus connu pour jouer le rôle de Stefano DiMera dans Des jours et des vies de 1982 à 1985, avec un bref retour en 1988, puis de 1993 à 2001 et de retour en 2006.
Pendant sa pause Des jours et des vies de 2001 à 2006, il a joué le rôle Massimo Marone dans Amour, Gloire et Beauté.
Il a aussi joué un méchant à-la-Stefano appelé Domino (Nicholas Van Buren) dans Hôpital central, et dans Where the Heart Is et dans From These Roots. Joseph Mascolo quitte définitivement le soap des jours et des vies, son personnage ne ressuscitera pas.
Joseph Mascolo est aussi présent dans le film de 1978, Les Dents de la mer, 2e partie.

## Filmographie

### Cinéma
- 1978 : Les Dents de la mer, 2e partie (Jaws II) de Jeannot Szwarc : Lenny Peterson

### Télévision
- 1979: L'incroyable Hulk: Brain child
- 1984 : Ernie Kovacs: Between the Laughter de Lamont Johnson (téléfilm) : Richards